# UFC Fight Night: Анкалаев vs. Уокер 2
UFC Fight Night: Ankalaev vs. Walker 2 (также известный как UFC Fight Night 234, UFC on ESPN+ 93 и UFC Vegas 84) — турнир по смешанным единоборствам, организованный Ultimate Fighting Championship, который был проведён 13 января 2024 года в спортивном комплексе «UFC Apex» в городе Энтерпрайз (часть мегаполиса Лас-Вегас), штат Невада, США.

## Подготовка турнира

### Главные события турнира
В качестве заглавного события запланирован бой в полутяжёлом весе, в котором должны повторно встретиться россиянин Магомед Анкалаев (#3 в рейтинге) и бразилец Джонни Уокер (#7 в рейтинге). Впервые бойцы встречались на турнире UFC 294 в октябре 2023 года. Тогда бой продлился менее одного раунда и, в итоге, был признан не состоявшимся. На 4-й минуте поединка Анкалаев, находясь в доминирующей позиции, нанёс Уокеру запрещённый удар коленом в голову, после чего бой был остановлен. Вышедший в октагон врач сделал неоднозначный вывод, что Уокер не может продолжать поединок. Несмотря на то, что оба бойца активно демонстрировали своё желание продолжить бой, рефери принял решение о его прекращении. Судьи посчитали запрещённый удар Анкалаева не умышленным, поэтому признали бой не состоявшимся.
| Заглавное событие - Полутяжёлый вес | Заглавное событие - Полутяжёлый вес | Заглавное событие - Полутяжёлый вес |
| --- | --- | ----------------------------------- |
| Магомед Анкалаев | | Джонни Уокер                        |
| МАГОМЕД АЛИБУЛАТОВИЧ АНКАЛАЕВ 31 год (02.06.1992) Рост 191 см, размах рук 191 см, вес 92,75 кг Гражданство: Происхождение: ( Аварцы) Место рождения: Махачкала, Дагестан, Россия Представляет: Махачкала, Дагестан, Россия Бойцовский клуб "Горец" Дебют в UFC - 17.03.2018 (с рекордом 9-0) Бонусы "Perfomance of the Night" (3) Претендент на титул чемпиона UFC в полутяжёлом весе (2022) Чемпион Akhmat Fight Club в полутяжёлом весе (2016-2017, защиты 1/1) | WALKER JOHNNY DA SILVA BARRA DE SOUZA 31 год (30.03.1992) Рост 198 см, размах рук 208 см, вес 93,21 кг Гражданство: Происхождение: Место рождения: Белфорд-Рошу, Рио-ди-Жанейро, Бразилия Представляет: Дублин, Ирландия "SBJ Ireland" Дебют в UFC - 17.11.2018 (с рекордом 14-3) Бонусы "Perfomance of the Night" (4) Победитель DWCS Brasil 2 (2018) Чемпион European Beatdown в полутяжёлом весе (2018) Чемпион Ultimate Challenge MMA в полутяжёлом весе (2018) |                                     |
| Последние бои: 21.10.2023, Джонни Уокер (#7), NC 10.12.2022, Ян Блахович (#2), SDEC 30.07.2022, Энтони Смит (#5), TKO2 12.03.2022, Тиагу Сантус (#5), UDEC 30.10.2021, Волкан Оздемир (#8), UDEC | Последние бои: NC, Магомед Анкалаев (#2), 21.10.2023 UDEC, Энтони Смит (#5), 13.05.2023 TKO1, Пол Крейг (#9), 21.01.2023 SUB1, Ион Куцелаба, 10.09.2022 KO1, Джамаал Хилл (#12), 19.02.2022 |                                     |

### Изменения карда турнира
При подготовке турнира были анонсированы, но впоследствии отменены следующие поединки:
- Бой в полулёгком весе между Вестином Уилсоном и бывшим чемпионом LFA в полулёгком весе Габриэлем Сантусом.[4] Сантус выбыл по нераскрытым причинам и был заменён на дебютанта Жеана Силву.[5]
- Бой в полусреднем весе между Престоном Парсоном и Бассилем Хафезом.[6] Хафез снялся с боя по неизвестной причине и его заменил Мэттью Семелсбергер.[7]
- Бой в женском легчайшем весе между бывшей чемпионкой Invicta FC в легчайшем весе, а также бывшей претенденткой на титул чемпионки UFC в полулёгком весе россиянкой Яной Сантус (Куницкой) и Нормой Думонт.[8] Сантус выбыла из-за травмы носа и бой был отменён.[7]
- Бой в наилегчайшем весе между дебютирующим в организации бывшим чемпионом LFA в наилегчайшем весе Фелипи Бунисом и украинцем Денисом Бондарем.[9] Бондарь снялся с боя по нераскрытым причинам и его заменил Джошуа Ван.[7]
- Бой в женском легчайшем весе между Кетлин Виейрой (#4 рейтинга) и Мэйси Чиассон (№10 рейтинга).[10] Виейра выбыла по неизвестной причине и бой был отменён.[11]

На турнире в качестве соглавного события был запланирован бой в наилегчайшем весе, в котором должны были встретиться Матеус Николау (#5 в рейтинге) и Манэл Капе (#6 в рейтинге). Однако Капе провалил взвешивание на 3,5 фунта и бой был отменён. В итоге, статус нового соглавного события получил запланированный бой в лёгком весе между ветеранами организации Джимом Миллером и Гэбриелом Бенитесом.

### Анонсированные бои
| Бой | Весовая категория  | Участники боёв и их статистика перед боем (рекорд ММА / рекорд UFC / серия) | Участники боёв и их статистика перед боем (рекорд ММА / рекорд UFC / серия) | Участники боёв и их статистика перед боем (рекорд ММА / рекорд UFC / серия) | Участники боёв и их статистика перед боем (рекорд ММА / рекорд UFC / серия) | Участники боёв и их статистика перед боем (рекорд ММА / рекорд UFC / серия) | Участники боёв и их статистика перед боем (рекорд ММА / рекорд UFC / серия) | Участники боёв и их статистика перед боем (рекорд ММА / рекорд UFC / серия) | Участники боёв и их статистика перед боем (рекорд ММА / рекорд UFC / серия) | Участники боёв и их статистика перед боем (рекорд ММА / рекорд UFC / серия) | Участники боёв и их статистика перед боем (рекорд ММА / рекорд UFC / серия) | Участники боёв и их статистика перед боем (рекорд ММА / рекорд UFC / серия) | Участники боёв и их статистика перед боем (рекорд ММА / рекорд UFC / серия) |
|     |                    | Главный кард (Main Card, ESPN+)                                             |                                                                             |                                                                             |                                                                             |                                                                             |                                                                             |                                                                             |                                                                             |                                                                             |                                                                             |                                                                             |                                                                             |
| 1   | Полутяжёлый вес    | Магомед Анкалаев (Magomed Ankalaev)                                         | #3 (2)                                                                      | 18-1-1 (1)                                                                  | 9-1-1 (1)                                                                   | 0                                                                           | vs.                                                                         | Джонни Уокер (Johnny Walker)                                                | #7 (5), CS                                                                  | 21-7 (1)                                                                    | 7-4 (1)                                                                     | +3                                                                          | [ 13 ]                                                                      |
|     | Наилегчайший вес   | Матеус Николау (Matheus Nicolau)                                            | #5, TUF                                                                     | 19-3-1                                                                      | 7-2                                                                         | -1                                                                          | vs.                                                                         | Манэл Капе (Manel Kape)                                                     | #6                                                                          | 19-6                                                                        | 4-2                                                                         | +4                                                                          | [ 14 ]                                                                      |
| 2   | Лёгкий вес         | Джим Миллер (Jim Miller)                                                    | exT(4)                                                                      | 36-17 (1)                                                                   | 25-16 (1)                                                                   | +1                                                                          | vs.                                                                         | Гэбриел Бенитес (Gabriel Benitez)                                           | TUF                                                                         | 23-10                                                                       | 7-6                                                                         | +1                                                                          | [ 15 ]                                                                      |
| 3   | Легчайший вес      | Рикки Симон (Ricky Simon)                                                   | #13 (9), CS                                                                 | 20-4                                                                        | 8-3                                                                         | -1                                                                          | vs.                                                                         | Марио Баутиста (Mario Bautista)                                             |                                                                             | 13-2                                                                        | 7-2                                                                         | +5                                                                          | [ 16 ]                                                                      |
| 4   | Средний вес        | Фил Хоуз (Phil Hawes)                                                       | TUF, CS                                                                     | 12-5                                                                        | 4-3                                                                         | -2                                                                          | vs.                                                                         | Брунну Феррейра (Brunno Ferreira)                                           | CS                                                                          | 10-1                                                                        | 1-1                                                                         | -1                                                                          | [ 17 ]                                                                      |
|     |                    | Предварительный кард (Prelims, ESPN+)                                       |                                                                             |                                                                             |                                                                             |                                                                             |                                                                             |                                                                             |                                                                             |                                                                             |                                                                             |                                                                             |                                                                             |
| 5   | Тяжёлый вес        | Андрей Орловский (Andrei Arlovski)                                          | exЧ                                                                         | 34-22 (2)                                                                   | 23-16 (1)                                                                   | -2                                                                          | vs.                                                                         | Вальдо Кортес-Акоста (Waldo Cortes-Acosta)                                  | CS                                                                          | 10-1                                                                        | 3-1                                                                         | +1                                                                          | [ 18 ]                                                                      |
| 6   | Полусредний вес    | Мэттью Семелсбергер (Matthew Semelsberger)▲                                 | Мэттью Семелсбергер (Matthew Semelsberger)▲                                 | 11-6                                                                        | 5-4                                                                         | -2                                                                          | vs.                                                                         | Престон Парсонс (Preston Parsons)                                           |                                                                             | 10-4                                                                        | 1-2                                                                         | -1                                                                          | [ 19 ]                                                                      |
| 7   | Легчайший вес      | Маркус Макги (Marcus McGhee)                                                |                                                                             | 8-1                                                                         | 2-0                                                                         | +4                                                                          | vs.                                                                         | Гастон Боланьос (Gaston Bolaños)                                            |                                                                             | 7-3                                                                         | 1-0                                                                         | +2                                                                          | [ 20 ]                                                                      |
| 8   | Легчайший вес      | Фарид Башарат (Farid Basharat)                                              | CS                                                                          | 11-0                                                                        | 2-0                                                                         | +11                                                                         | vs.                                                                         | Тайлор Лапилю (Taylor Lapilus)                                              |                                                                             | 19-3                                                                        | 4-1                                                                         | +6                                                                          | [ 21 ]                                                                      |
| 9   | Полулёгкий вес     | Вестин Уилсон (Westin Wilson)                                               |                                                                             | 16-8                                                                        | 0-1                                                                         | -1                                                                          | vs.                                                                         | Жеан Силва (Jean Silva)▲                                                    | д                                                                           | 11-2                                                                        | -                                                                           | +8                                                                          | [ 22 ]                                                                      |
| 10  | Лёгкий вес         | Николас Мотта (Nikolas Motta)                                               | TUF, CS                                                                     | 13-5 (1)                                                                    | 1-2 (1)                                                                     | -1                                                                          | vs.                                                                         | Том Нолан (Tom Nolan)                                                       | д                                                                           | 6-0                                                                         | -                                                                           | +6                                                                          | [ 23 ]                                                                      |
| 11  | Наилегчайший вес   | Джошуа Ван (Joshua Van)                                                     |                                                                             | 9-1                                                                         | 2-0                                                                         | +7                                                                          | vs.                                                                         | Фелипи Бунис (Felipe Bunes)                                                 | д                                                                           | 13-6                                                                        | -                                                                           | +2                                                                          | [ 24 ]                                                                      |
|     |                    | Отменённые бои                                                              |                                                                             |                                                                             |                                                                             |                                                                             |                                                                             |                                                                             |                                                                             |                                                                             |                                                                             |                                                                             |                                                                             |
|     | Полулёгкий вес     | Вестин Уилсон (Westin Wilson)                                               |                                                                             | 16-8                                                                        | 0-1                                                                         | -1                                                                          | vs.                                                                         | Габриэл Сантус (Gabriel Santos)▼                                            |                                                                             | 10-2                                                                        | 0-2                                                                         | -2                                                                          | [ 25 ]                                                                      |
|     | Полусредний вес    | Престон Парсон (Preston Parsons)                                            |                                                                             | 10-4                                                                        | 1-2                                                                         | -1                                                                          | vs.                                                                         | Бассиль Хафез (Bassil Hafez)▼                                               |                                                                             | 8-4-1                                                                       | 0-1                                                                         | -1                                                                          | [ 26 ]                                                                      |
|     | Жен. легчайший вес | Яна Сантус (Yana Santos)▼                                                   | #8 (5)                                                                      | 14-8 (1)                                                                    | 4-5                                                                         | -3                                                                          | vs.                                                                         | Норма Думонт (Norma Dumont)                                                 | #12 (10)                                                                    | 10-2                                                                        | 6-2                                                                         | +3                                                                          | [ 27 ]                                                                      |
|     | Наилегчайший вес   | Фелипи Бунис (Felipe Bunes)                                                 | д                                                                           | 13-6                                                                        | -                                                                           | +2                                                                          | vs.                                                                         | Денис Бондарь (Denys Bondar)▼                                               |                                                                             | 19-4                                                                        | 0-2                                                                         | -2                                                                          | [ 28 ]                                                                      |
|     | Жен. легчайший вес | Кетлин Виейра (Ketlen Vieira)▼                                              | #4 (2)                                                                      | 14-3                                                                        | 8-3                                                                         | +1                                                                          | vs.                                                                         | Мэйси Чиассон (Macy Chiasson)                                               | #10 (8), TUFW                                                               | 8-3                                                                         | 6-3                                                                         | -1                                                                          | [ 29 ]                                                                      |

Условные обозначения: #5 (1) — текущее (лучшее) место бойца в рейтинге, exЧ(В) — бывший чемпион (временный), exП(В) — бывший претендент на титул чемпиона (временного), exТ(3) — боец входил в рейтинг Топ-15 (лучшее место в рейтинге), д — дебютант, CS — боец участвовал в Претендентской серии Дэйны Уайта, RTU — боец участвовал в шоу Road To UFC, TUF — боец участвовал в шоу The Ultimate Fighter, TUF(W/F) — боец являлся победителем/финалистом The Ultimate Fighter, WEC/SF — боец выступал в WEC или Strikeforce до объединения этих организаций с UFC.

## Церемония взвешивания
Результаты официальной церемонии взвешивания участников перед турниром.
| Весовая категория и допустимый лимит в фунтах | Весовая категория и допустимый лимит в фунтах | Участники боёв и их вес в фунтах | Участники боёв и их вес в фунтах | Участники боёв и их вес в фунтах | Участники боёв и их вес в фунтах |
| --------------------------------------------- | --------------------------------------------- | -------------------------------- | -------------------------------- | -------------------------------- | -------------------------------- |
| Полутяжёлый вес                               | 205 (+1)                                      | Магомед Анкалаев                 | 204,5                            | Джонни Уокер                     | 205,5                            |
| Наилегчайший вес                              | 125 (+1)                                      | Матеус Николау                   | 126                              | Манэл Капе                       | 129,5 *                          |
| Лёгкий вес                                    | 155 (+1)                                      | Джим Миллер                      | 155,5                            | Гэбриел Бенитес                  | 155                              |
| Легчайший вес                                 | 135 (+1)                                      | Рикки Симон                      | 136                              | Марио Баутиста                   | 135,5                            |
| Средний вес                                   | 185 (+1)                                      | Фил Хоуз                         | 185                              | Брунну Феррейра                  | 185                              |
| Тяжёлый вес                                   | 265 (+1)                                      | Андрей Орловский                 | 247                              | Вальдо Кортес-Акоста             | 261,5                            |
| Полусредний вес                               | 170 (+1)                                      | Мэттью Семелсбергер              | 170,5                            | Престон Парсонс                  | 170,5                            |
| Легчайший вес                                 | 135 (+1)                                      | Маркус Макги                     | 135,5                            | Гастон Боланьос                  | 135,5                            |
| Легчайший вес                                 | 135 (+1)                                      | Фарид Башарат                    | 136                              | Тайлор Лапилю                    | 136                              |
| Полулёгкий вес                                | 145 (+1)                                      | Вестин Уилсон                    | 145,5                            | Жеан Силва                       | 145,5                            |
| Лёгкий вес                                    | 155 (+1)                                      | Николас Мотта                    | 155,5                            | Том Нолан                        | 155                              |
| Наилегчайший вес                              | 125 (+1)                                      | Джошуа Ван                       | 125,5                            | Фелипи Бунис                     | 125,5                            |

[*] Манэл Капе не смог уложиться в лимит наилегчайшей весовой категории (превышение 3,5 фунта). Его бой с Матеусом Николау отменён.

## Результаты турнира
В главном бою вечера Магомед Анкалаев победил Джонни Уокера нокаутом во 2-м раунде.
| Статистика поединка: | Статистика поединка: | Статистика поединка:                          | Статистика поединка:                          | Статистика поединка: | Статистика поединка: | Статистика поединка: | Статистика поединка: | Статистика поединка: | Статистика поединка: | Статистика поединка: | Статистика поединка: | Статистика поединка: | Статистика поединка: | Статистика поединка: | Статистика поединка: | Статистика поединка: | Статистика поединка: | Статистика поединка: |
| Участник             | Нокдауны             | Акцентрованные удары (по цели/всего/точность) | Акцентрованные удары (по цели/всего/точность) | По раундам           | По раундам           | По раундам           | По раундам           | По раундам           | По цели              | По цели              | По цели              | По позиции           | По позиции           | По позиции           | Тейкдауны            | Тейкдауны            | Контроль             | Попытка приема       |
| Участник             | Нокдауны             | Акцентрованные удары (по цели/всего/точность) | Акцентрованные удары (по цели/всего/точность) | 1Р                   | 2Р                   | 3Р                   | 4Р                   | 5Р                   | Голова               | Корпус               | Ноги                 | Дистанция            | Клинч                | Партер               | Тейкдауны            | Тейкдауны            | Контроль             | Попытка приема       |
| -------------------- | -------------------- | --------------------------------------------- | --------------------------------------------- | -------------------- | -------------------- | -------------------- | -------------------- | -------------------- | -------------------- | -------------------- | -------------------- | -------------------- | -------------------- | -------------------- | -------------------- | -------------------- | -------------------- | -------------------- |
| Магомед Анкалаев     | 1                    | 39/58                                         | 67%                                           | 17/33                | 22/25                | -                    | -                    | -                    | 8/22                 | 6/7                  | 25/29                | 38/57                | 0/0                  | 1/1                  | 0/0                  | -                    | 0:05                 | 0                    |
| Джонни Уокер         | 0                    | 24/71                                         | 33%                                           | 15/50                | 9/21                 | -                    | -                    | -                    | 2/34                 | 3/6                  | 19/31                | 24/71                | 0/0                  | 0/0                  | 0/0                  | -                    | 0:00                 | 0                    |

| Бой    | Весовая категория | Результат боя        | Результат боя        | Результат боя | Результат боя | Результат боя | Результат боя       | Результат боя | Способ победы                                          | Раунд | Время | Рефери в ринге  |
|        |                   | Главный кард         |                      |               |               |               |                     |               |                                                        |       |       |                 |
| Бой 11 | Полутяжёлый вес   |                      | Магомед Анкалаев     | #3            | поб.          |               | Джонни Уокер        | #7            | Нокаут (хук и апперкот справа)                         | 2     | 2:42  | Марк Годдард    |
| Бой 10 | Лёгкий вес        |                      | Джим Миллер          |               | поб.          |               | Гэбриел Бенитес     |               | Сдача, болевой прием (давление на челюсть)             | 3     | 3:25  | Дэн Мираглиотта |
| Бой 9  | Легчайший вес     |                      | Марио Баутиста       |               | поб.          |               | Рикки Симон         | #13           | Единогласное решение (30–27, 30–27, 29–28)             | 3     | 5:00  | Марк Смит       |
| Бой 8  | Средний вес       |                      | Брунну Феррейра      |               | поб.          |               | Фил Хоус            |               | Нокаут (удар коленом в голову в прыжке и добивание)    | 1     | 4:55  | Крис Тоньони    |
| Бой 7  | Тяжёлый вес       |                      | Вальдо Кортес-Акоста |               | поб.          |               | Андрей Орловский    |               | Единогласное решение (29–28, 29–28, 29–28)             | 3     | 5:00  | Марк Годдард    |
|        |                   | Предварительный кард |                      |               |               |               |                     |               |                                                        |       |       |                 |
| Бой 6  | Полусредний вес   |                      | Престон Парсонс      |               | поб.          |               | Мэттью Семелсбергер |               | Единогласное решение (30–27, 30–27, 30–27)             | 3     | 5:00  | Дэн Мираглиотта |
| Бой 5  | Легчайший вес     |                      | Маркус Макги         |               | поб.          |               | Гастон Боланьос     |               | Технический нокаут (стоячий нокаут после серии ударов) | 2     | 3:29  | Марк Смит       |
| Бой 4  | Легчайший вес     |                      | Фарид Башарат        |               | поб.          |               | Тайлор Лапилю       |               | Единогласное решение (30–27, 30–27, 30–27)             | 3     | 5:00  | Крис Тоньони    |
| Бой 3  | Полулёгкий вес    |                      | Жеан Силва           | д             | поб.          |               | Вестин Уилсон       |               | Технический нокаут (серия ударов руками в голову)      | 1     | 4:12  | Марк Годдард    |
| Бой 2  | Лёгкий вес        |                      | Николас Мотта        |               | поб.          |               | Том Нолан           | д             | Технический нокаут (кросс справа и добивание)          | 1     | 1:03  | Дэн Мираглиотта |
| Бой 1  | Наилегчайший вес  |                      | Джошуа Ван           |               | поб.          |               | Фелипи Бунис        | д             | Технический нокаут (граунд-энд-паунд)                  | 2     | 4:31  | Марк Смит       |

Официальные судейские карточки турнира.

## Награды
Следующие бойцы были удостоены денежного бонуса в $50,000:
- Лучший бой вечера: не присуждался
- Выступление вечера: Магомед Анкалаев, Джим Миллер, Брунну Феррейра и Маркус Макги